# Browntown (Wisconsin)
Browntown es una villa ubicada en el condado de Green en el estado estadounidense de Wisconsin. En el Censo de 2010 tenía una población de 280 habitantes y una densidad poblacional de 102,38 personas por km².

## Geografía
Browntown se encuentra ubicada en las coordenadas 42°34′44″N 89°47′22″O / 42.57889, -89.78944. Según la Oficina del Censo de los Estados Unidos, Browntown tiene una superficie total de 2.74 km², de la cual 2.74 km² corresponden a tierra firme y (0%) 0 km² es agua.

## Demografía
Según el censo de 2010, había 280 personas residiendo en Browntown. La densidad de población era de 102,38 hab./km². De los 280 habitantes, Browntown estaba compuesto por el 95.71% blancos, el 0.71% eran afroamericanos, el 0.36% eran amerindios, el 0% eran asiáticos, el 0% eran isleños del Pacífico, el 1.07% eran de otras razas y el 2.14% pertenecían a dos o más razas. Del total de la población el 1.79% eran hispanos o latinos de cualquier raza.